# Acroria niphanda
Acroria niphanda là một loài bướm đêm trong họ Noctuidae.